# Gauthier van Beringen
Pour les articles homonymes, voir Beringen (homonymie).
Gauthier van Beringen fut chronologiquement le 25e prélat à la tête de l'abbaye de Parc, de 1434 à 1462.
En tant qu'abbé, Gauthier van Beringen initia la reconstruction des cloîtres et du quartier abbatial, renouvela quelques vitraux de l'église, entrepris la création d'un vaste étang aux abords du monastère. Il développa d'autre part la bibliothèque de l'abbaye.
Sur le plan spirituel, il rencontra des difficultés pour ramener la ferveur primitive de l'établissement religieux, puis décida de démissionner pour laisser œuvrer un abbé pour qui la discipline religieuse serait plus facile à appréhender. Il tenta de réformer les statuts de l'ordre des Prémontrés, y trouva un écho auprès du pape Eugène IV.

## Chronologie
Gauthier van Beringen est né à Vilvorde, en 1394, de parents nobles, en étant le fils de Jean, dit le vieux, et de Marie de Melsbroec. Il est profès en 1412, bachelier en théologie de l'Université de Paris en 1415, pitancier en 1419, puis abbé de Parc du 8 mai 1434 jusqu'en juin 1462,.
Il meurt le 6 juillet 1463, obsèques célébrées avec grande pompe, le peintre Hubert Stuerbout ayant assuré la décoration du catafalque. Il est ensuite enterré au chœur de l'abbatiale près du 13e abbé de Parc Guillaume Bodenvlas de Lubbeek.

## Abbatiat

### Intendance / Développement des bâtiments
Du temps de l'abbé Gauthier van Beringen, 29 religieux sont acceptés à l'abbaye, pas de convers.
En 1444, il fait reconstruire les cloîtres du monastère, avec des plafonds en bois ornés de peinture de Hubert Stuerbout. Le quartier abbatial est également reconstruit, cette fois dans les années 1450 et 1451,.
En 1452, quelques vitraux de l'église sont renouvelés, vraisemblablement des vitraux peints.
Par ailleurs, le vaste étang de Vossem est creusé sous l'administration de l'abbé Gauthier van Beringen,.

### Développement de la bibliothèque
Comme son prédécesseur l'abbé Gérard van Goetsenhoven, l'abbé Gauthier van Beringen enrichit la bibliothèque de l'abbaye de Parc avec plusieurs ouvrages, comme par exemple ceux écrits par le calligraphe Arnould De Ponte,.

### Restauration des biens

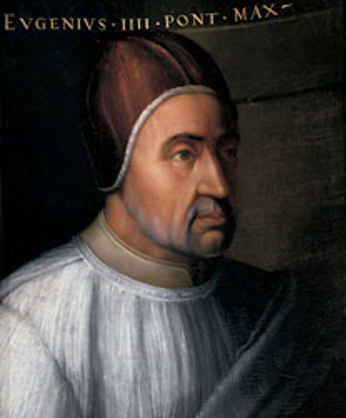
Portrait du pape Eugène IV.

Il obtient, du Concile de Bâle, en 1436, pour tout l'Ordre, la rénovation et la confirmation de la bulle d'Innocent III, datée de 1200, par laquelle tous les évêques sont obligés de lancer l'excommunication et l'interdit sur les agresseurs du domaine norbertin.
En 1437, il prend comme mesure de nommer, avec le consentement du pape Eugène IV, des conservateurs perpétuels de son monastère, pour défendre l'abbaye contre les agresseurs.

### Splendeur du culte
L'abbé Gauthier van Beringen fait exécuter une chape luxueuse, le drap d'or valant à lui seul la somme de 80 couronnes 12,5 plecken.

### Observance de la discipline
Il rencontre des difficultés à relever les religieux de son monastère et de ramener à la ferveur primitive l'établissement prémontré.
Il pense s'appuyer pour cela sur le prieuré de Bethléem, à Herent, lequel a entrepris la réforme de la congrégation de Windesheim, mais le prieur augustin Henri van den Heyden décline l'honneur et se contente de donner des conseils concernant les personnes, les biens et les vœux. Ce dernier suggère de nommer son ami, maître Thierry van Tuldel, chanoine de Tongerloo et procureur de l'Ordre à Rome, l'abbé Gauthier van Beringen donnant par conséquent sa démission,.

### Réforme des statuts de l'ordre des Prémontrés
Partant du principe que deux articles des statuts de l'ordre des Prémontrés ont été très mal appliqué au cours du XIVe siècle, il est le premier à vouloir insuffler une vigueur nouvelle à l'ordre tout entier, en tentant de réformer ses statuts. Il trouve un écho auprès du pape Eugène IV qui, en 1438, publie une bulle à destination des supérieurs de l'ordre réunis en chapitre général.

## Postérité

### Pierre tombale
La pierre tombale de l'abbé Gauthier van Beringen est richement sculptée et est ornée de son effigie et de ses écussons armoriaux. Cette pierre tumulaire porte d'autre part une assez longue inscription en son honneur :

| Ossa jacent saxo cineresque sepulta sub isto      |
| Olim Waltheri de Beringhen Reverendi              |
| Hujus conrentûs abbatis, quem sacra quondam       |
| Pagina, quem virtus, quem laus, quem gloria rerum |
| Gestarum supra cœlos atque astra locarunt.        |
| Cessit ab humanis tandem fato superante           |
| Mille quadringentos tres et triginta bis annos    |
| Christi cum mensis julii lux sexta revolvit.      |

### Indication posthume
Dans son ouvrage cité plus bas, J.E. Jansen accompagne la chronologie de l'abbé Gauthier van Beringen d'une indication en latin le concernant et qu'un utilitaire informatique traduit par : « Une formation régulière pour améliorer ses observations comme son zèle, et continuer à être intéressé ».

### Armes de l'abbé
Les armes de l'abbé Gauthier van Beringen se blasonnent : « parti, le premier d'argent à trois coqs arrêtés de sable, le second de sinople au chef d'argent chargé d'une fasce de trois macles alternativement accolées à deux losanges de sable ». Elles apparaissent sur le tableau des armes des abbés qui existe à l'abbaye de Parc, ainsi que dans l'armorial des abbés de Parc.

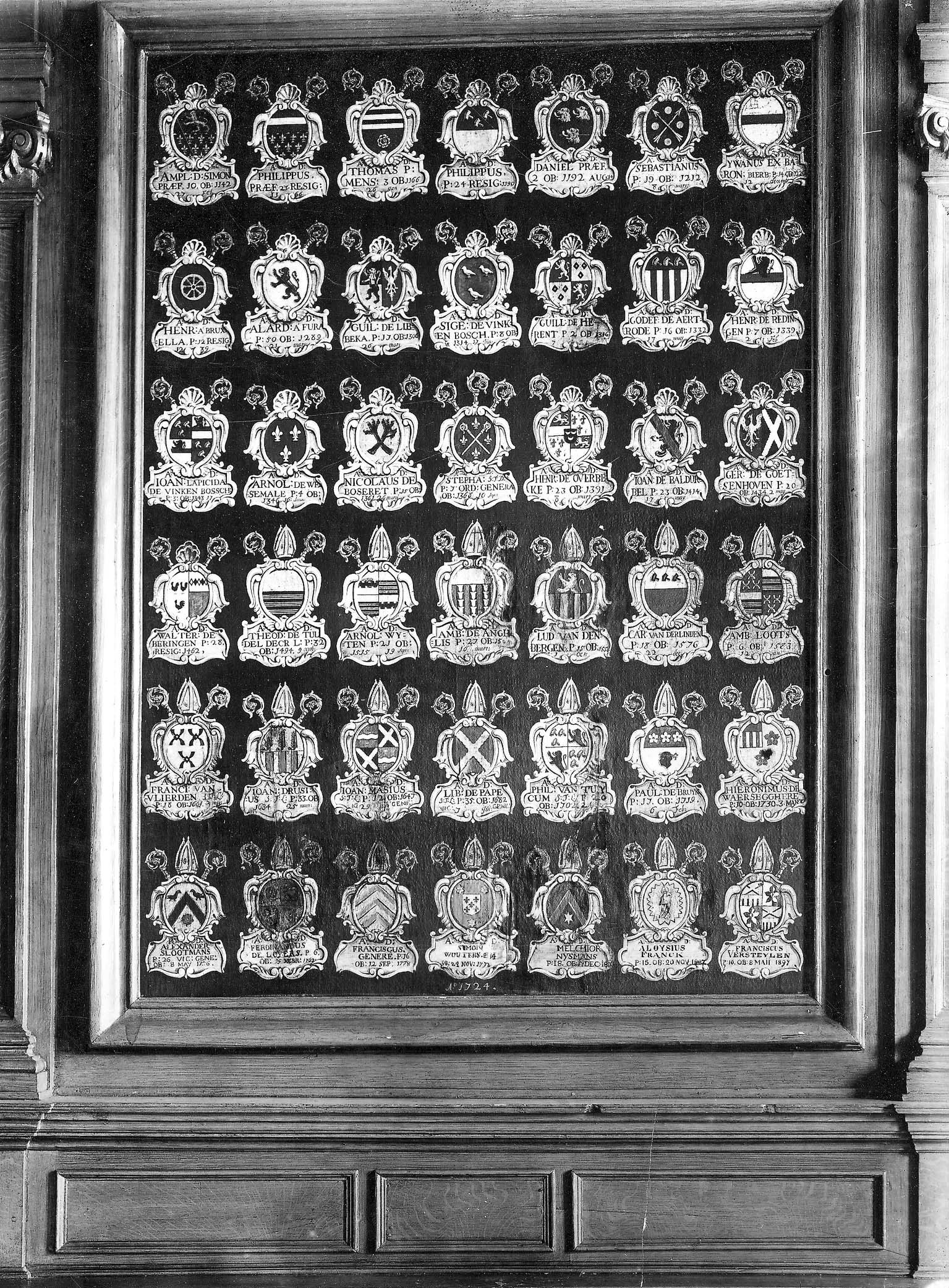
Armes des abbés de Parc (1724).